# آدمیرال (ویرجینیای غربی)
ادمیرال، غرب ویرجینیا (به انگلیسی: Admiral, West Virginia) یک منطقهٔ مسکونی در ایالات متحده آمریکا است که در ویرجینیای غربی واقع شده‌است.

## خصوصیات
ادمیرال ۲۴۶٫۸۹ متر بالاتر از سطح دریا واقع شده‌است.